# 大撤離 (法國)

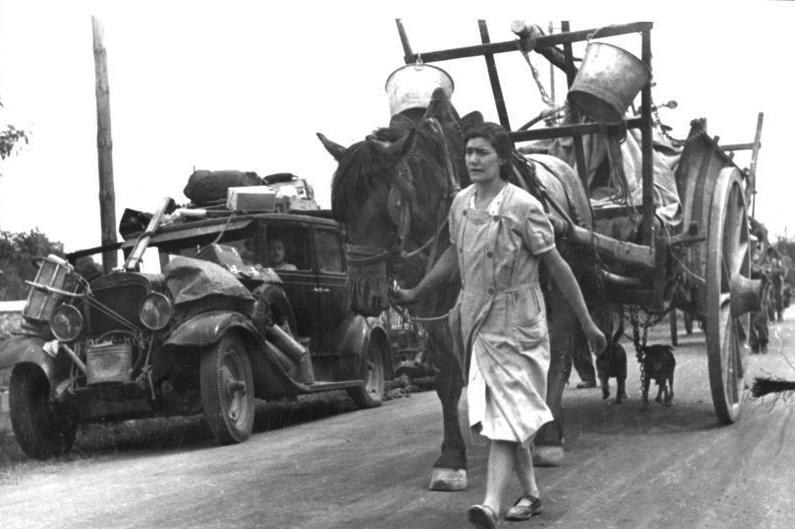
1940年6月19日，法國難民在逃亡途中

大撤離（法語：l'Exode）是指在1940年5月至1940年6月期間，當德國國防軍入侵比利時、荷蘭和大部分法國本土領土、展開法國戰役並於色當突破後，出現的大規模比利時人、荷蘭人、盧森堡人和法國人的逃難潮。這場逃亡是20世紀歐洲規模最大的人口大遷徙之一。

## 前奏
在第一次世界大战的1914年8月，随着德军的推进，来自比利时和法国北部的民众开始逃难。尽管当时有数十万人流离失所，但与1940年相比，这次逃亡影响的人口仍是少数，1940年的逃亡几乎使整个北部城市被清空。两次逃亡都发生得极为仓促，民众沿公路步行，或用马车、手推车载运行李，与撤退的军队混杂在一起。
1940年5月，德国发动黄色方案（Fall Gelb），迅速突破比利时和荷兰等低地国家，吸引英法联军北上支援；随后主力装甲部队出其不意地穿越法国设防薄弱的阿登森林，并在色当地区成功突破防线，迅猛南下推进至英吉利海峡，切断了联军与法国腹地的联系。这一镰刀收割式的突袭行动令盟军措手不及，最终导致比利时投降、英军从敦刻尔克仓皇撤离，以及法国在数周内全面崩溃。1940年逃亡规模之所以如此巨大，在很大程度上是因为民众对1914年至1918年德国占领法国的痛苦记忆。许多1914年仍坚守岗位的市长们在1940年纷纷逃离，如鲁贝市长让-巴蒂斯特·勒巴，他在两次世界大战中都是法国抵抗运动成员。

## 逃亡

### 恐慌

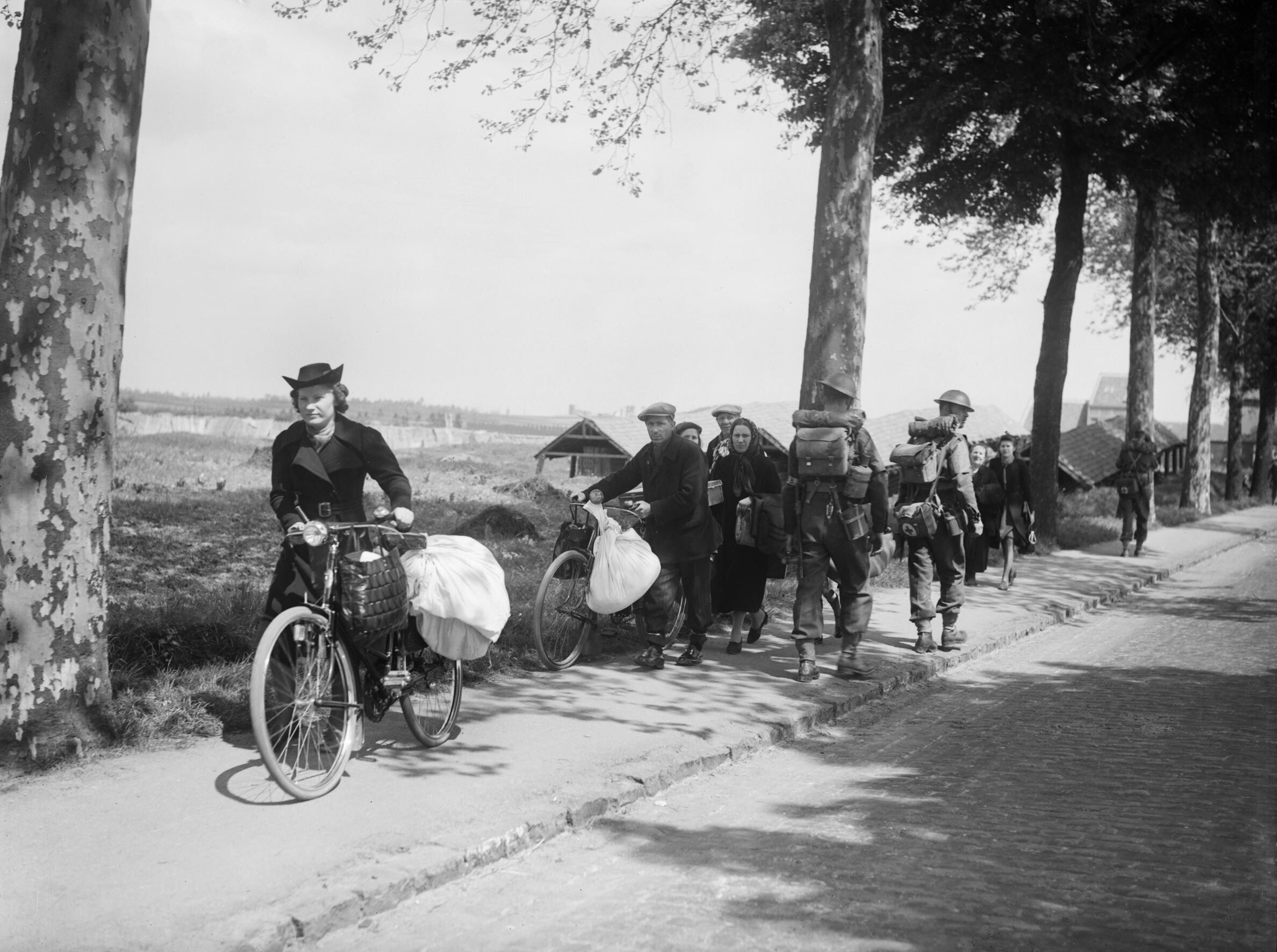
1940年5月12日，比利时卢汶至布鲁塞尔公路上的英国部队与比利时平民。

在恐慌的驱使下，约有800万至1100万民众（让-皮埃尔·阿泽马（Jean-Pierre Azéma）称之为“逃难者”）与撤退部队混杂，进行大规模、往往没有明确目标的迁徙，几乎占当时法国人口的四分之一。
这一灾难社会学意义上的集体逃难波及了法国北部、比利时、荷兰和卢森堡的广大民众。
城市居民临时避居乡村的亲友家中，其他人则逃往南方。大城市空无一人：里尔仅剩2萬人（原有20万）、图尔宽7千人（原有8.2万）。逃难者涌入了原居民已撤离、无公共服务、无水无电、无医生、无商铺的城市。例如有40000名比利时人集中在图尔宽。

### 法国东北部疏散

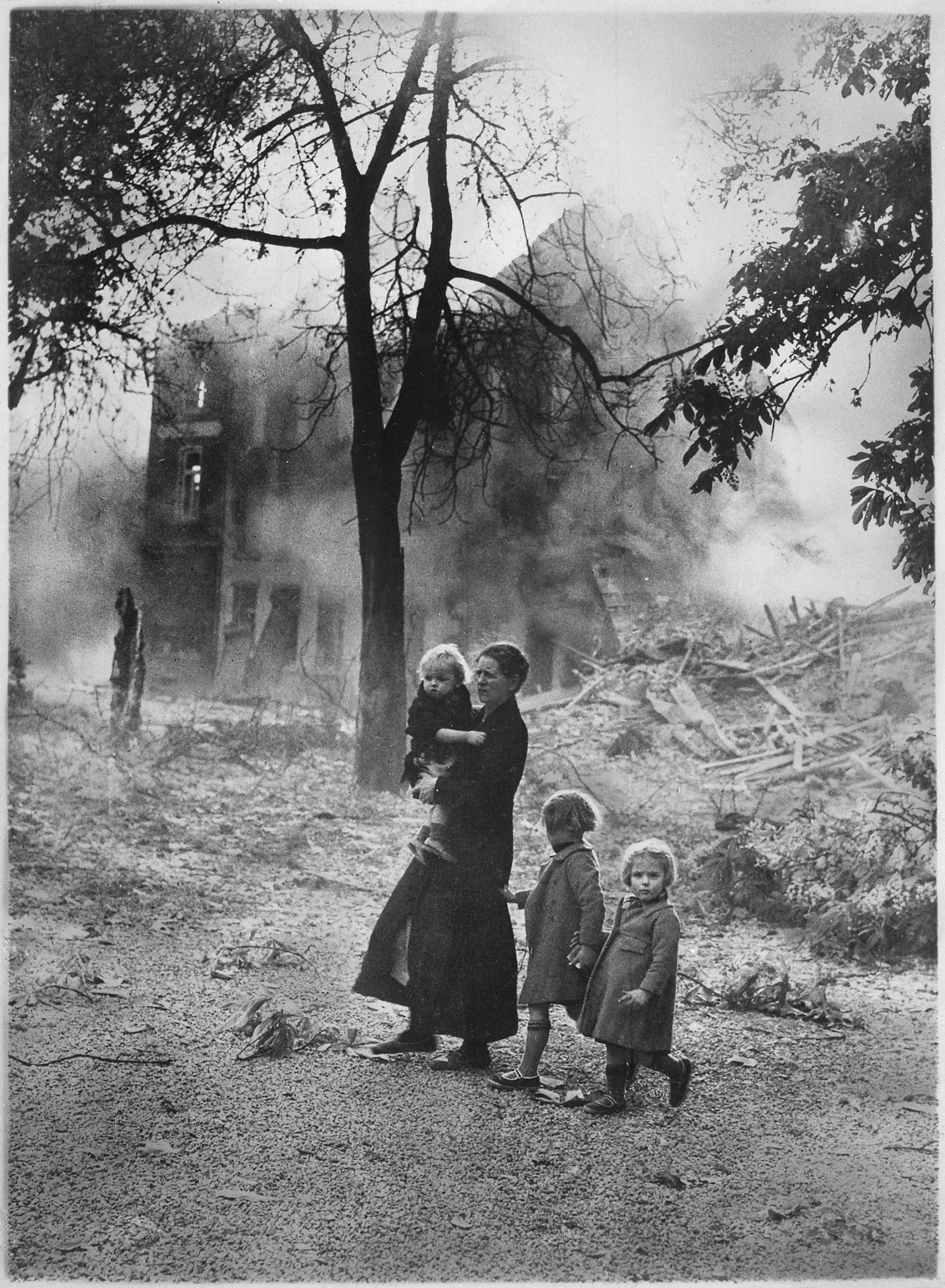
逃亡中的比利时平民

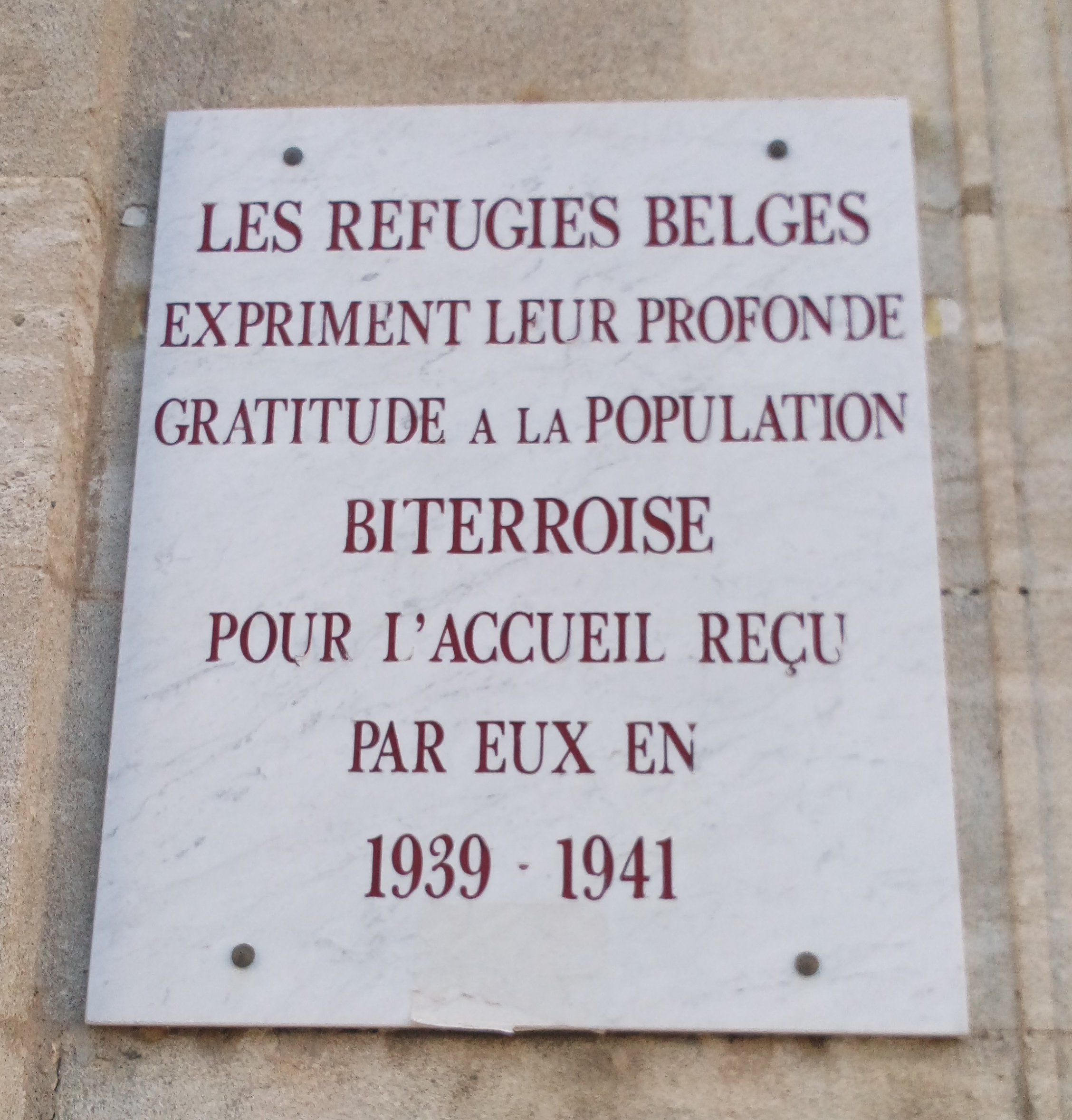
比济耶纪念接纳比利时难民的纪念牌

数周内，约800万至1000万民众从比利时、法国北部、法兰西岛大区与中部地区逃往法国南方，携带着少量行李。这场逃亡自1940年5月德国入侵比利时开始，但早在1939年秋天，法国东部民众就已开始疏散。
来自比利时、北部省和加来海峡省的民众先逃往巴黎，随后南下西南地区。这场逃难导致两百万比利时、荷兰、卢森堡人和两百万法国人流离失所，形成了由步行者与各种车辆组成的混乱景象，严重干扰了盟军调动。
CRAB逃难潮：比利时政府为保护并动员青年，计划在战线后方设立比利时陆军征募中心（CRAB），收容30万名16 岁的青年。但在德国入侵和战斗爆发后，该计划在法国境内仓促进行，组织松散。这些青年因缺乏粮食、医疗和监管而饱受饥饿、疾病和事故困扰。
1940年5月28日比利时投降后，法国总理保罗·雷诺在巴黎电台宣布比军投降。一度间，流亡比利时人不再被视为同盟国成员，而遭法国第三共和国某些官员怀疑。直到6月17日，贝当元帅宣布法国自身也已失去战斗力。在这段混乱时期，大约有400名CRAB青年在逃难中丧生，他们直到1990年4月12日比利时王室法令颁布，才获得国家承认勋章与官方纪念。
自5月20日起，大批难民遭容克Ju 87俯冲轰炸机扫射和轰炸，被困于德军“向海挺进”的合围中，失去通往南方的路径。6月14日德军接近巴黎，法兰西岛居民也开始大规模逃亡（200万巴黎人，占市内人口的三分之二）。民众为抢乘火车而发生争执（最初是客车，后改为牲畜车）。沙特尔市的行政长官让·穆兰于6月15日估计，当地只剩700至800名年迈居民（原有2.3万），城市涌入了难民，断水断电，行政瘫痪。
整个逃亡期间，约有1000万流离失所，占当时法国人口四分之一。保罗·雷诺政府于6月11日离开巴黎，于6月14日抵达波尔多。

### 难民遭到扫射

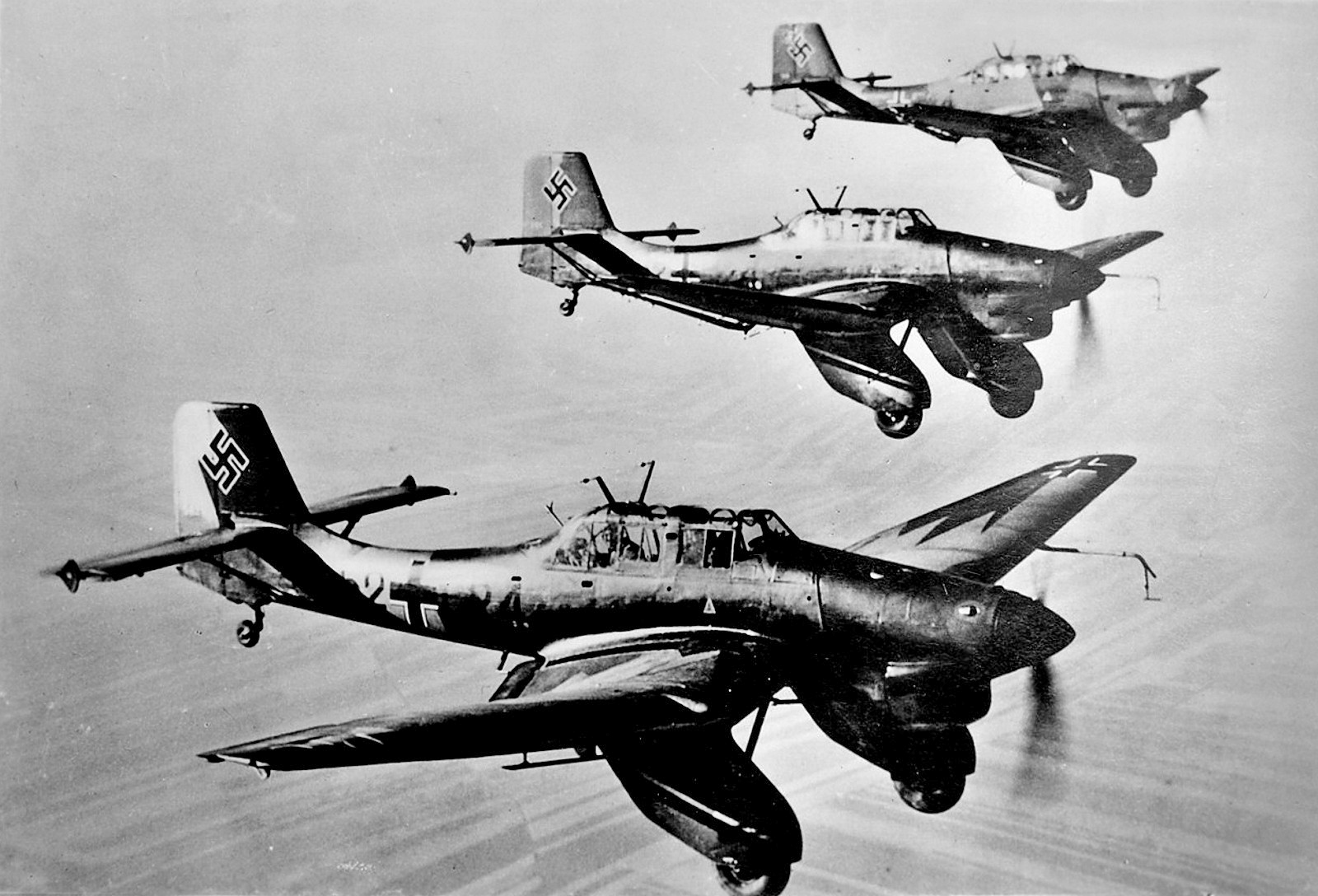
一组施图卡轰炸机

大量平民在逃难途中遭德国空军容克Ju 87轰炸机低空扫射和轰炸。该机配备两挺机关枪、500公斤炸弹，并带有制造恐慌的“耶利哥号喇叭”警报器，是心理战武器。比利时、卢森堡和部分荷兰地区亦遭此袭击（自1940年5月10日入侵比荷卢三国起）。
许多家庭在逃亡中失散，众多孤儿与无人照料的孩童需紧急安置。战后数月，报纸充满寻找亲属与孩童的寻人启事；法国红十字会估计，约有90,000名孩童走失。确切死亡人数不详，估计至少有10万人遇难，尚不计伤者。

## 停战和返回

### 法国投降
1940年6月16日，总理保罗·雷诺因对战争方针与马克西姆·魏刚等军事首脑产生分歧，向总统阿尔贝·勒布伦请辞，由贝当元帅接任。6月17日12:30，贝当宣布必须停止战斗，前夜已向敌方提议“士兵之间找到停止敌对的方式”。该呼吁随后被德国广泛传播，敦促法军在正式签署1940年6月22日停战协定前放下武器。

### 组织返回

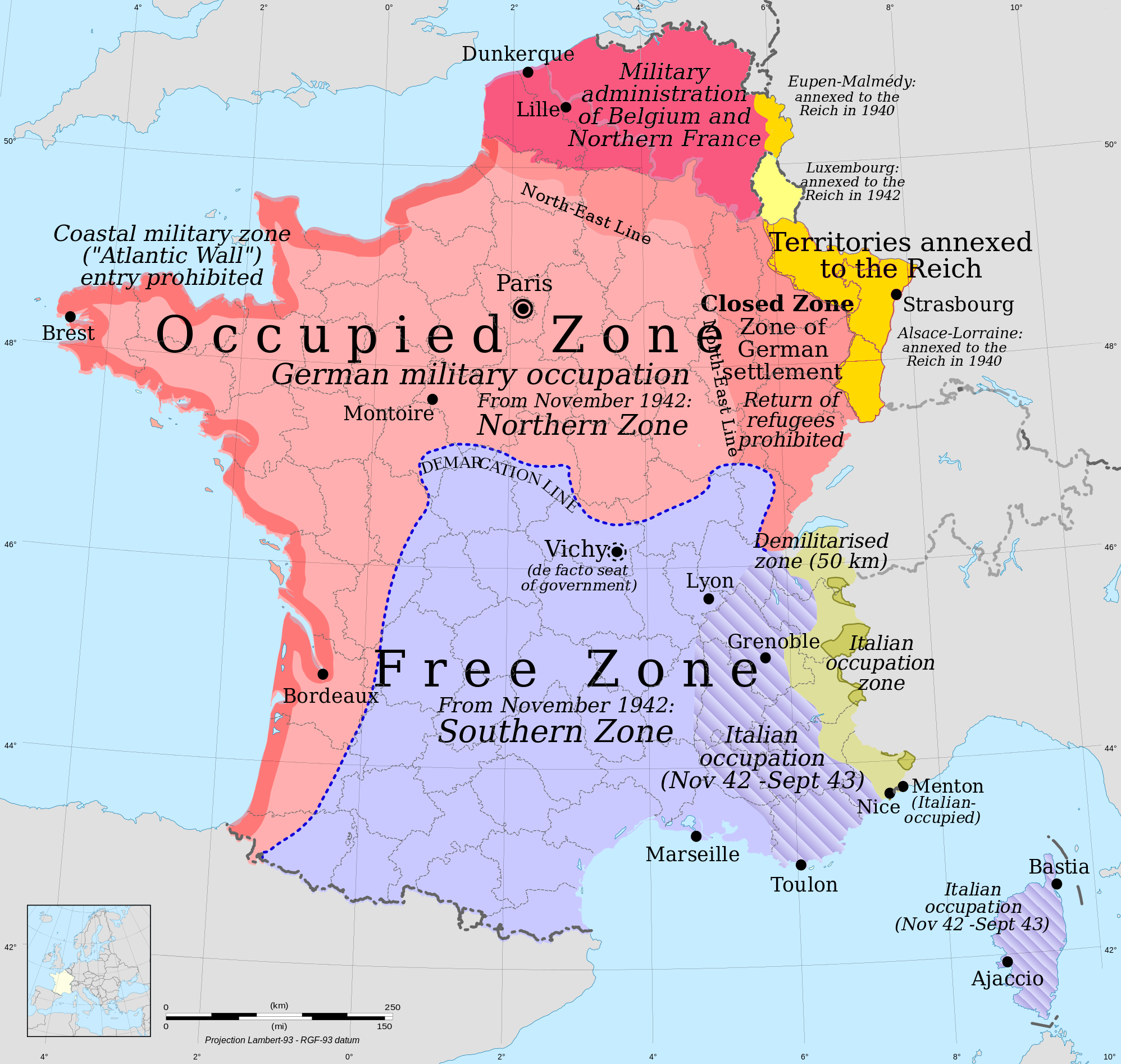
二战中的法国占领区地图

1940年6月初，法国北部居民开始返回，但与南下逃难的第二波难民交错。自1940年7月起，除共产党员、共济会员、犹太人、自由法国支持者及非阿尔萨斯-洛林原住民外，纳粹鼓励当地居民返回被“事实吞并”的德意志第三帝国。
维希政府制订回返计划，包括线路、食宿、停车点（每50公里）及限期汽油券。铁路运输因桥梁被炸、停战线阻隔而严重受阻。1940年6月22日停战协定设定的南部自由区与德占区之间的主线、德国单方面设立的东北线、以及禁区（法国北部并入比利时占领区）均构成障碍。
7月28日，德军暂停通过占领区的返回，并于8月1日启用《停战线与一般规定手册》，分类难民。除共产党、共济会员、“非日耳曼血统的阿尔萨斯-洛林人”、比法军人、外国人外，其他难民可返占领区。
殖民地部队被排除在外。犹太人持合法证件虽可通行，但部分德军哨卡仍拒绝。步行或骑车者需持身份证，乘坐铁路或汽车者需出示市长签发的回返证明。
返回极为困难，截至8月28日，约有1,600,000人成功返回。德国规定回返期限为9月底，10月起允许团体通行，11月1日停战线封闭。此时已约有5,000,000 名难民返回。维希政府随后协商放行剩余难民。1941年2月1日，政府评估逃难人数：700万法国人、120万比利时、荷兰、卢森堡人，共820万；其中97.2万人仍滞留德占区。
南部「自由区”城市充满逃难者，贝当在1941年称他们为“逃兵”：“记住这些逃难队伍，其中包括妇女、儿童、老年人，骑乘各种交通工具”；退伍军人也加入其中。里昂、马赛、克莱蒙费朗（当时成为斯特拉斯堡大学所在地）人口激增，引发社会紧张。

### 禁区限制
根据1940年7月9日德军总司令部命令，部分禁区居民禁止返乡，维希政府于7月20日得知该决定。该禁令仅针对法国人，不适用于比、荷、卢难民（约1,500,000人），他们可通过东北线通行。矿区劳工亦被允许通行。
截至11月1日，技术人员、技工、企业主、运输员工、公务员等可获通行证。之后，东北线封闭，约25万名北部难民滞留德占区，另有350,000人滞留自由区（最初约有100万从禁区出逃）。
1941年5月，政策松动，允许经济需要或家庭团聚者返回。1941年12月18日，德军取消检查哨，难民可返乡。但法理上禁令维持至1943年3月1日。非犹太非法过境者被临检，将被罚款300法郎后放行。

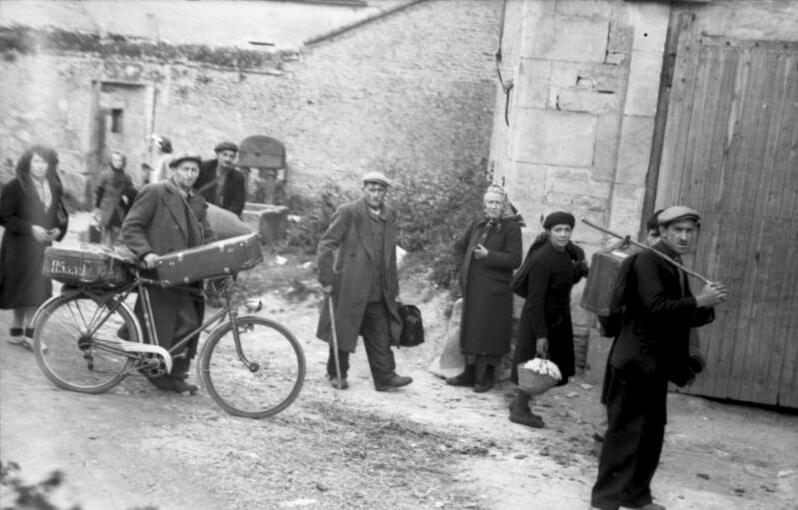
逃离入侵的法国平民
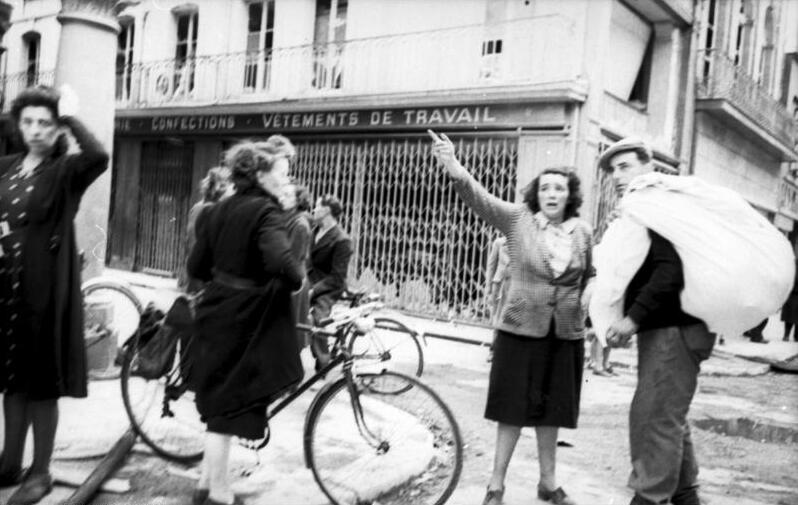
法国平民
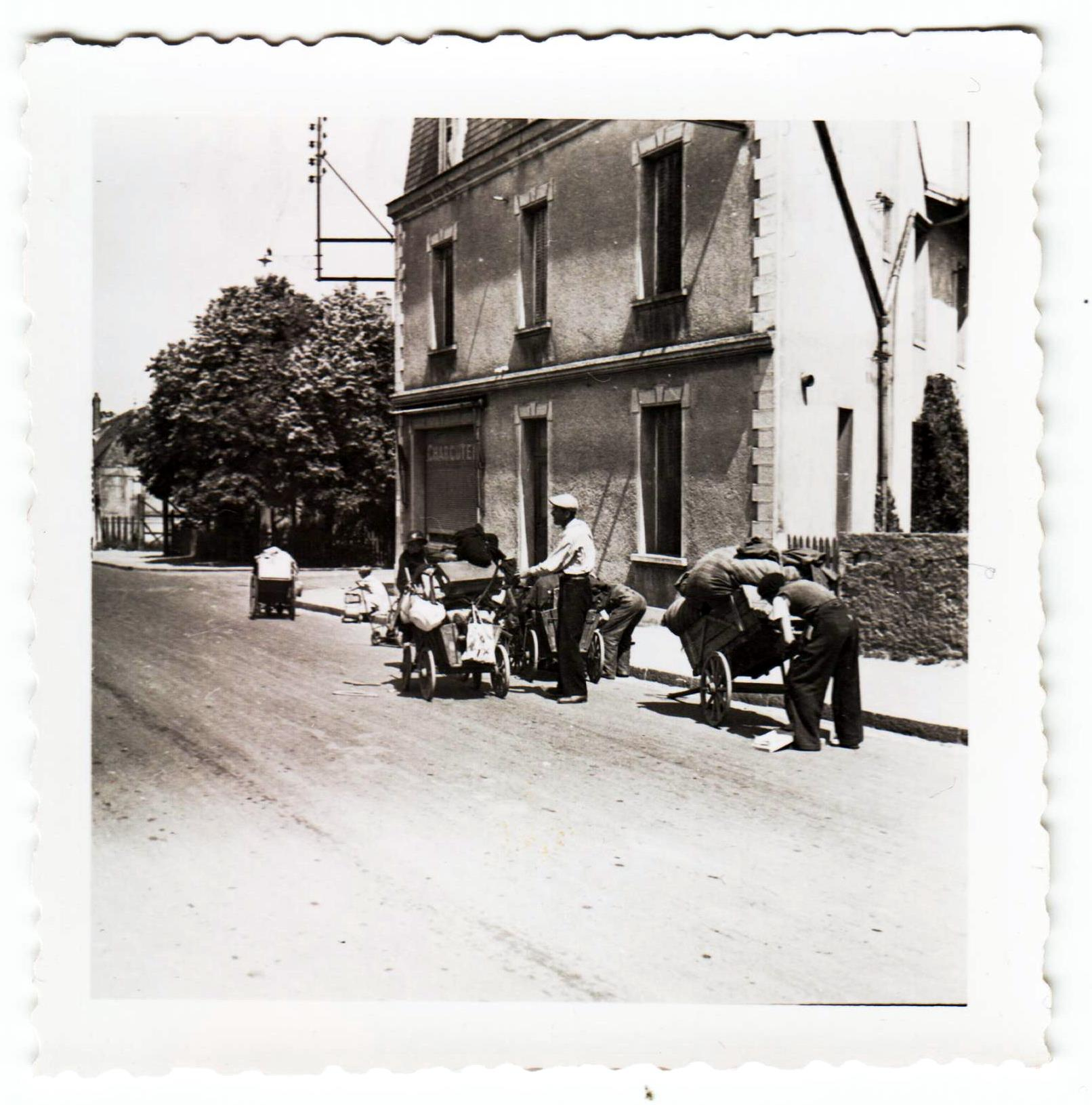
1940年6月的大逃亡